# Бодо, Серж
Серж Бодо́ (фр. Serge Baudo; родился 16 июля 1927, Марсель) — французский дирижёр.
Родился в семье гобоиста Этьенна Бодо, приходился племянником виолончелисту Полю Тортелье. Учился в Парижской консерватории, окончил её с первой премией по дирижированию и другим специальностям. Дебютировал как дирижёр в 1950 c оркестром Ламурё, в последующие годы часто выступал в Париже, в 1959 возглавил оркестр радио Ниццы. В 1962 Герберт фон Караян пригласил его продирижировать в Ла Скала оперой Дебюсси «Пеллеас и Мелизанда», в дальнейшем Бодо работал в Парижской опере, а в 1967 вместе с Шарлем Мюншем основал Оркестр Парижа, которым руководил несколько лет. Среди других коллективов, с которыми сотрудничал Бодо — Лионская опера (1969—1971) и Лионский национальный оркестр (1971—1987), выведенный им на уровень ведущих европейских симфонических коллективов. В 1979 Бодо организовал в Лионе фестиваль, посвящённый музыке Гектора Берлиоза, на котором исполнялись новые постановки редко исполняемых опер композитора.
Первое выступление Бодо в США состоялось в 1971, когда в театре Метрополитен-опера была поставлена опера Оффенбаха «Сказки Гофмана». Публика тепло приняла эту постановку, и в последующие три сезона Бодо ещё неоднократно выступал за океаном.
Помимо работы во Франции, Бодо также много выступал как приглашённый дирижёр с Берлинским симфоническим и филармоническим оркестрами, оркестром Концертгебау (Амстердам), оркестром Романской Швейцарии и многими другими коллективами. В 1997—1999 гг. он руководил Оркестром итальянской Швейцарии, а уже в 2001—2006 гг., несмотря на почтенный возраст, возглавлял Пражский симфонический оркестр; с чешской музыкальной сценой Бодо связывает также сотрудничество с Чешским филармоническим оркестром, с которым он записал все симфонии Артюра Онеггера.
Бодо — активный пропагандист русской и французской музыки. Среди наиболее заметных его записей — сочинения Дебюсси, Дютийё, Равеля, Пуленка, оркестрово-хоровые работы Онеггера. Под управлением Бодо был дан ряд премьер произведений композиторов-современников: оперы «Последний дикарь» Менотти (1963), «Преступная мать» Мийо (1966), «Преображение» Мессиана (1969) и др.